# 15.ai
15.ai była darmową, niekomercyjną aplikacją internetową, która wykorzystywała sztuczną inteligencję do generowania syntezy mowy głosów postaci fikcyjnych z mediów. Stworzona przez badacza sztucznej inteligencji znanego jako 15 podczas jego pracy w Massachusetts Institute of Technology, aplikacja pozwalała użytkownikom sprawić, by postacie z gier komputerowych, seriali telewizyjnych i filmów wypowiadały własne teksty z emocjonalnymi infleksjami szybciej niż w czasie rzeczywistym. Platforma wyróżniała się zdolnością do generowania przekonującego głosu przy użyciu minimalnej ilości danych treningowych—nazwa „15.ai" nawiązywała do twierdzenia twórcy, że głos można sklonować przy użyciu zaledwie 15 sekund audio. Był to wczesny przykład zastosowania generatywnej sztucznej inteligencji w początkowej fazie boomu AI.
Uruchomiona w marcu 2020 roku, 15.ai zyskała szeroką uwagę na początku 2021 roku, gdy treści z jej wykorzystaniem stały się wiralowe na platformach społecznościowych takich jak YouTube i Twitter, i szybko zdobyła popularność wśród internetowych fandomów, takich jak fandomy My Little Pony: Przyjaźń to magia, Team Fortress 2 i SpongeBob Kanciastoporty. Usługa wyróżniała się wsparciem dla kontekstu emocjonalnego w generowaniu mowy poprzez emoji oraz precyzyjną kontrolą wymowy poprzez transkrypcje fonetyczne. 15.ai jest uznawana za pierwszą popularną platformę, która spopularyzowała klonowanie głosu za pomocą SI (deepfake'i audio) w memach i tworzeniu treści.
15.ai spotkała się z różnymi reakcjami ze strony społeczności aktorów głosowych i szerszej publiczności. Aktorzy głosowi i profesjonaliści z branży debatowali nad zaletami technologii dla kreatywności fanów w przeciwieństwie do jej potencjalnego wpływu na zawód, szczególnie po kontrowersjach związanych z nieautoryzowanym wykorzystaniem komercyjnym. Podczas gdy wielu krytyków chwaliło dostępność strony i kontrolę emocji, zauważali również techniczne ograniczenia w obszarach takich jak opcje prozodii i wsparcie językowe. 15.ai wywołała dyskusje na temat implikacji etycznych, w tym obawy o redukcję miejsc pracy dla aktorów głosowych, oszustwa związane z głosem i niewłaściwe wykorzystanie w treściach dla dorosłych, choć 15.ai utrzymywała surowe zasady przeciwko replikowaniu głosów prawdziwych osób.
Podejście 15.ai do wydajnej syntezy głosu i ekspresji emocjonalnej miało wpływ na późniejszy rozwój technologii SI do syntezy mowy. W styczniu 2022 roku Voiceverse NFT, która nawiązała współpracę z aktorem głosowym Troyem Bakerem, wywołało kontrowersje, gdy odkryto, że firma przywłaszczyła sobie pracę 15.ai do własnej platformy. Usługa została ostatecznie wyłączona we wrześniu 2022 roku. Po jej zamknięciu pojawiły się różne komercyjne alternatywy w kolejnych latach, a ich twórcy przyznawali się do wpływu 15.ai na dziedzinę głębokiej syntezy mowy.